# Gmina Raczki
Die Gmina Raczki  (litauisch Račkų valsčius) ist eine Landgemeinde im Powiat Suwalski der Woiwodschaft Podlachien in Polen. Ihr Sitz ist das gleichnamige Dorf.

## Gliederung
Zur Landgemeinde Raczki gehören folgende Ortschaften:
Bakaniuk
Bolesty
Chodźki
Dowspuda
Franciszkowo
Jankielówka
Jaśki
Józefowo
Koniecbór
Korytki
Krukówek
Kurianki Drugie
Kurianki Pierwsze
Lipowo
Lipówka
Ludwinowo
Małe Raczki
Moczydły
Planta
Podwysokie
Rabalina
Raczki
Rudniki
Sidory
Słoboda
Stoki
Sucha Wieś
Szczodruchy
Szkocja
Wasilówka
Wierciochy
Witówka
Wronowo
Wysokie
Ziółkowo
Żubrynek